# أوسكار ر. أولسون
أوسكار ر. أولسون هو سياسي أمريكي، ولد في 24 مارس 1869، وتوفي في 23 نوفمبر 1945. نشط حزبياً في الحزب الجمهوري. وقد انتخب عضو مجلس ولاية ويسكونسن ‏.